# Roxheim

Hauptstraße
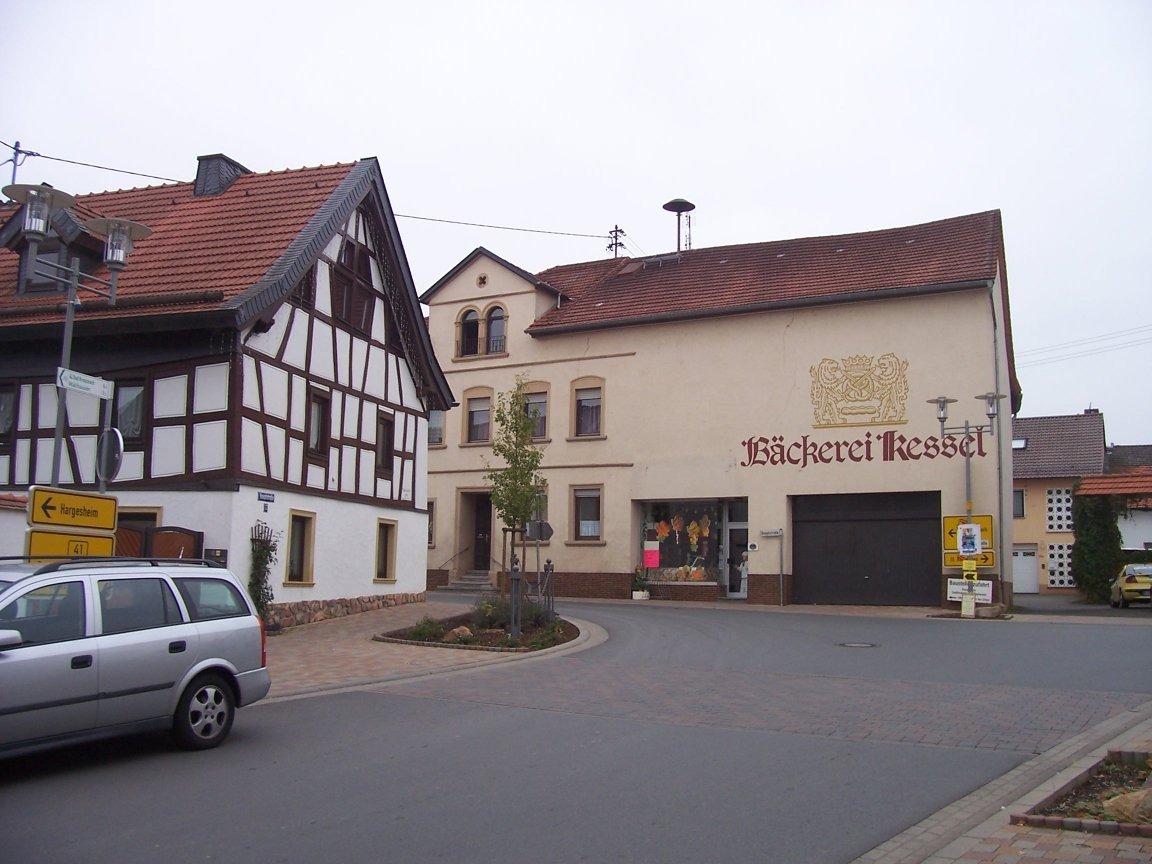
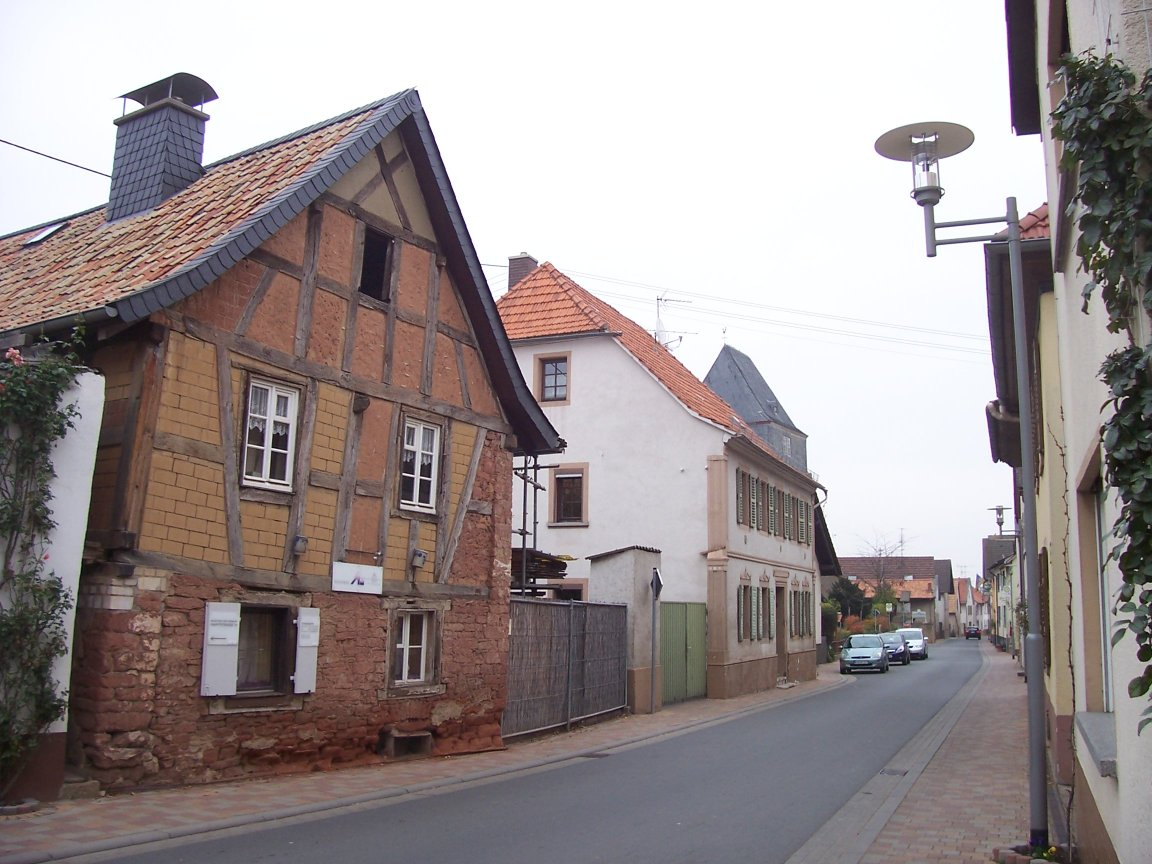

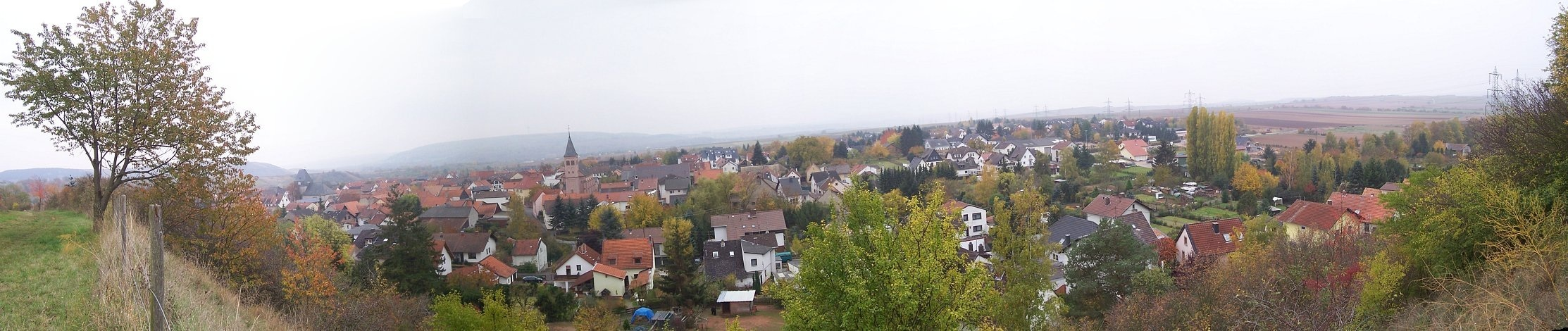
Panorama Roxheim

Roxheim ist eine Ortsgemeinde im Landkreis Bad Kreuznach in Rheinland-Pfalz. Sie gehört der Verbandsgemeinde Rüdesheim an.

## Geographie
Roxheim liegt im Naturpark Soonwald-Nahe nordwestlich von Bad Kreuznach. Durch den Ort fließt der Katzenbach, ein linker Zufluss des Ellerbachs.
Zu Roxheim gehören auch die Wohnplätze Rollars Mühle, Obere Mühle und Mühlwieshof.

## Geschichte
Die älteste erhaltene Erwähnung des Ortes, als Hrocchesheim, ist von 773 überliefert. Die heutige Evangelische Kirche Roxheim stammt aus dem 13. Jahrhundert. Das Kloster Otterberg war im Ort begütert.
Ab 1350 gehörte er zur Grafschaft Sponheim. Nach der französischen Revolution war Roxheim 16 Jahre lang Teil des Rhein-Mosel-Departements. 1815–1945 gehörte es zur preußischen Rheinprovinz.
Nach dem Zweiten Weltkrieg wurde Roxheim innerhalb der französischen Besatzungszone Teil des 1946 neu gebildeten Landes Rheinland-Pfalz.
Bevölkerungsentwicklung
Die Entwicklung der Einwohnerzahl von Roxheim, die Werte von 1871 bis 1987 beruhen auf Volkszählungen:
| Jahr | Einwohner |
| ---- | --------- |
| 1815 | 557       |
| 1835 | 744       |
| 1871 | 800       |
| 1905 | 935       |
| 1939 | 935       |
| 1950 | 1.003     |
| 1961 | 1.094     |

| Jahr | Einwohner |
| ---- | --------- |
| 1970 | 1.376     |
| 1987 | 1.820     |
| 1997 | 2.225     |
| 2005 | 2.361     |
| 2011 | 2.373     |
| 2017 | 2.439     |
| 2023 | 2.808     |

## Politik

### Gemeinderat
Der Gemeinderat in Roxheim besteht aus 20 Ratsmitgliedern, die bei der Kommunalwahl am 9. Juni 2024 in einer personalisierten Verhältniswahl gewählt wurden, und dem ehrenamtlichen Ortsbürgermeister als Vorsitzendem. Bis zur Wahl 2019 waren es 16 Ratsmitglieder.
Die Sitzverteilung im Gemeinderat:
| Wahl | SPD | CDU | FWG | Gesamt   |
| ---- | --- | --- | --- | -------- |
| 2024 | 7   | 6   | 7   | 20 Sitze |
| 2019 | 6   | 6   | 8   | 20 Sitze |
| 2014 | 5   | 6   | 5   | 16 Sitze |
| 2009 | 4   | 6   | 6   | 16 Sitze |
| 2004 | 4   | 6   | 6   | 16 Sitze |

- FWG = Freie Wählergemeinschaft Roxheim e. V.

### Bürgermeister
Frank Bellmann (SPD) wurde am 11. Juli 2024 Ortsbürgermeister von Roxheim. Bei der Direktwahl am 9. Juni 2024 hatte er sich mit einem Stimmenanteil von 63,4 % gegen zwei Mitbewerber durchgesetzt.
Bellmanns Vorgänger Reinhold Bott hatte das Amt 1994 übernommen und kandidierte bei der Wahl 2024 nicht erneut als Ortsbürgermeister.

### Wappen
| Wappen von Roxheim | Blasonierung: „Im geteilten Schildhaupt in Gold rechts eine rote Weintraube, links 3 gekreuzte blaue Pfeile. Darunter 14 fach von Blau und Gild geschacht.“ |
| Wappen von Roxheim | Wappenbegründung: Das blau-goldene Schachbrettmuster im Wappen erinnert an die ehemalige Zugehörigkeit zur Grafschaft Sponheim, die Traube symbolisiert den für den Ort wichtigen Weinanbau und die Pfeile verweisen auf den Heiligen Sebastian, der seit dem 12. Jahrhundert der Schutzpatron der Ortskirche war. |

## Wirtschaft und Infrastruktur
In Roxheim gibt es einen Pferdestall für Unterkunft und Unterricht, eine Kindertagesstätte, eine Grundschule, eine Gemeindebücherei, das Gasthaus Hörning, sowie Weinsheimer und einige Winzer.
Darüber hinaus gehören der Ortschaft die nahegelegene ARAL-Tankstelle sowie der Discounter ALDI an.

## Verkehr
Roxheim besaß von 1895 bis 1936 einen Bahnhof an der schmalspurigen Bahnstrecke Bad Kreuznach–Wallhausen. Omnibusse und ein Lastkraftwagen lösten deren Verkehr ab.

## Persönlichkeiten
- Johann Friedrich Abegg (1765–1840), Theologe, Professor in Heidelberg
- Thorsten Mäder (* 1969), Professor für Orgelspiel
- Pascal Finkenauer (* 1977), Sänger